# Aleksander Kamiński
 (septembre 2014).
Si vous disposez d'ouvrages ou d'articles de référence ou si vous connaissez des sites web de qualité traitant du thème abordé ici, merci de compléter l'article en donnant les références utiles à sa vérifiabilité et en les liant à la section « Notes et références ».
Pour les articles homonymes, voir Kaminski.
Aleksander Kamiński (1903 à Varsovie - 1978 à Varsovie) est un pédagogue, universitaire, écrivain et militant de scoutisme polonais.

## Biographie
Il fit ses études supérieures à l'université de Varsovie.
Durant l’occupation allemande de la Pologne, à partir de 1939, il organise le scoutisme clandestin (Szare Szeregi). Il participe à la rédaction du Bulletin d’Information de l’Armia Krajowa tout au long de la guerre. Il combat lors de l’insurrection de Varsovie en 1944. Il a fourni une aide aux Juifs de Varsovie.
Après la guerre, il travaille à l’Université de Łodz dans le Département Pédagogique et continue son activité dans le scoutisme, dont il est limogé par le régime stalinien en 1949, puis de l’université en 1950. Après le 'dégel' de 1956, il reprend ses activités sociales et réintègre l’Université où en 1969 on le nomme le professeur ordinaire de pédagogie.
Son ouvrage le plus connu, Des pierres sur le rempart, est devenu un classique de la littérature en Pologne. Il a été rédigé pendant la guerre et relate les actes de résistance de jeunes scouts, notamment Rudy et Zośka.

## Hommages
En 1992, Yad Vashem l'a honoré de façon posthume pour son action durant la guerre.